# Sanvensa
Sanvensa település Franciaországban, Aveyron megyében. Lakosainak száma 643 fő (2022. január 1.). Sanvensa La Fouillade, Lunac, Monteils, Morlhon-le-Haut, La Rouquette, Le Bas-Ségala és Villefranche-de-Rouergue községekkel határos.

## Népesség
A település népessége az elmúlt években az alábbi módon változott:
| Lakosok száma | 649  | 558  | 563  | 599  | 657  | 663  | 654  | 648  | 643  | 643  |
|               | 1968 | 1982 | 1990 | 2006 | 2013 | 2015 | 2017 | 2019 | 2020 | 2022 |